# Jarosław Lewak
Jarosław Lewak (Varsovia, 2 de febrero de 1973) es un deportista polaco que compitió en judo. Ganó una medalla de plata en el Campeonato Europeo de Judo de 1994 en la categoría de –65 kg.
Participó en dos Juegos Olímpicos de Verano en los años 1996 y 2000, su mejor actuación fue un noveno puesto logrado en Atlanta 1996 en la categoría de –65 kg.

## Palmarés internacional
| Campeonato Europeo | Campeonato Europeo | Campeonato Europeo | Campeonato Europeo |
| Año                | Lugar              | Medalla            | Categoría          |
| ------------------ | ------------------ | ------------------ | ------------------ |
| 1994               | Gdańsk (Polonia)   | Medalla de plata   | –65 kg             |